# Bota de Oro 1991-92

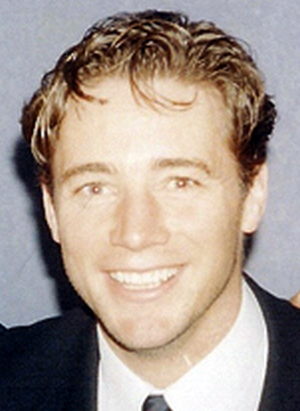
Ally McCoist ganador de la bota de oro 1991-92.

La Bota de Oro 1991-92 fue un premio entregado por la European Sports Magazines al futbolista que logró la mayor cantidad de goles en la temporada europea.
El ganador de este premio fue el jugador escocés Ally McCoist por haber conseguido 34 goles en la Premier League de Escocia. De esta manera McCoist consiguió su primera bota de oro.

## Resultados
| Posición | Futbolista              | Club                | Campeonato                | Goles |
| -------- | ----------------------- | ------------------- | ------------------------- | ----- |
| 1        | Ally McCoist            | Rangers FC          | Premier League de Escocia | 34    |
| 2        | Richard Daddy Owubokiri | Boavista FC         | Liga de Portugal          | 30    |
| 3        | Zoran Ubavič            | FC Ljubljana        | Prva SNL                  | 29    |
| 3        | Ian Wright              | Crystal Palace F.C. | Premier League            | 29    |